# O Cavaleiro da Morte
O Cavaleiro da Morte (no original, The Pale Horseman) é o segundo livro da série Crônicas Saxônicas (The Saxon Stories), do autor inglês Bernard Cornwell. Lançado em 2005 na Inglaterra, é precedido pelo livro O Último Reino e seguido por Os Senhores do Norte, publicado em 2005 na Inglaterra e nos Estados Unidos da América.

## Enredo
Neste segundo livro, Bernard Cornwell, narra aos olhos de Uhtred como os dinamarqueses, trazendo seus grandes navios, conseguiram dominar a ilha quase que em sua totalidade. Até o presente momento os dinamarqueses já haviam conquistado a Nortúmbria, a Mércia — parte central da ilha e a Ânglia Oriental. Mas ainda faltava o reino mais rico e poderoso entre todos na Ilha, Wessex. Wessex era o reino mais próspero na Ilha entre todos e era governado por Alfredo, O Grande — que viveu entre 849 e 899. Apesar de estar na história como o grande defensor da Inglaterra contra a fúria dos vikings, o autor prefere descrevê-lo como um rei-clérigo. Sempre rodeado por uma horda de padres e sempre enclausurado escrevendo. 
Pois bem, como Wessex era o mais rico, ele era o principal objetivo das invasões. Então de surpresa, os viquingues atacam o reino e Alfredo e sua família são obrigados a fugir para uma região pantanosa. E lá Uhtred acaba encontrando o rei Alfredo e de lá eles organizam uma força de defesa, chamada de fyrd. O fyrd era uma força formada por senhores e homens do campo. Naquela época, na Ilha e assim como em quase toda a Europa, não existiam reino vastos e fortes o bastante para terem os seus próprios exércitos, então havia o fyrd, formado por homens do campo despreparados, sem armas adequadas para a luta e que eram obrigados a abandonar a suas famílias e irem para as guerras as quais eram convocados. O rei Alfredo, dentro do pântano, juntamente com Uhtred, convoca o fyrd esperando afugentar os viquingues de suas terras.